# New York Hall of Science
The New York Hall of Science est un musée qui se trouve dans les bâtiments de l'exposition universelle de 1964 dans le Flushing Meadows-Corona Park (Queens). Il propose des expositions dans les domaines scientifique et technologique. Fondé en 1964, le musée fut rénové entre 1979 et 1986.